# Elisabetta Martinez
Elisabetta Martinez, F.S.M.L., řeholním jménem Lucia (25. března 1905, Galatina – 8. února 1991, Řím) byla italská římskokatolická řeholnice, zakladatelka a členka kongregace Dcer Panny Marie z Leuca. Katolická církev ji uctívá jako blahoslavenou.

## Život
Narodila se dne 25. března 1905 v Galatině jako nejstarší z osmi dětí Giacoma Martineze a Francescy Rizzelli. Pokřtěna byla dne 16. dubna 1905 ve farnosti sv. apoštolů Petra a Pavla v Galatině. Matka ji vychovávala v katolické víře.
Rozhodla se stát řeholnicí a i přes nesouhlas otce vstoupila do kongregace Sester Panny Marie od Dobrého Pastýře a v dubnu roku 1928 se definitivně přestěhovala do řádového domu kongregace v Chieti. 29. září téhož roku přijala řeholní hábit. Dne 29. září 1930 složila své první řeholní sliby v kongregaci a přijala řeholní jméno Lucia. Kvůli těžké plicní infekci však musela řádový dům opustit, aby se mohla léčit. Po zotavení sloužila jako katechetka.
Dne 20. března 1938 založila s pomocí faráře z Miggiana, P. Luigiho Cosia a se souhlasem biskupa z Ugenta Giuseppe Ruotola zbožnou unii Sester Neposkvrněného početí. Dne 15. srpna 1941 byl svaz uznán jako řeholní institut. Institut byl později z její vůle přeměněn na řeholní kongregaci a přejmenován na Dcery Panny Marie z Leuca, podle baziliky Santa Maria de Finibus Terrae v Santa Maria di Leuca (část města Castrignano del Capo). Kongregace se zabývá péči o svobodné matky, formaci dospívajících dívek a dalšími úkoly.
Později cestovala po Itálii a dalších zemích, aby zvyšovala povědomí o svém díle a vyvracela pomluvy. Byla dlouholetou generální představenou kongregace, kterou založila. Na tuto funkci rezignovala roku 1987. Zemřela dne 8. února 1991 v mateřském domě jí založené kongregace v Římě, kde je také pohřbena.

## Úcta
Její beatifikační proces započal dne 29. července 2016, čímž obdržela titul služebnice Boží. Dne 13. října 2021 ji papež František podepsáním dekretu o jejích hrdinských ctnostech prohlásil za ctihodnou. Dne 23. února 2023 byl uznán zázrak na její přímluvu, potřebný pro jeho blahořečení.
Blahořečena pak byla dne 25. června 2023 na Piazza Giovanni XXIII před svatyní Santa Maria v Lecce. Obřadu předsedal jménem papeže Františka kardinál Marcello Semeraro.
Její památka je připomínána 8. února. Bývá zobrazována v řeholním oděvu.